# This One's for the Ladies
This One's for the Ladies es el quinto álbum de estudio de la banda de rock Young Fresh Fellows. Fue lanzado en 1989 por Frontier Records y representa la primera aparición del guitarrista principal Kurt Bloch (de la famosa banda de rock de Seattle The Fastbacks) en un lanzamiento de la banda. Este disco contiene el hit más famoso del grupo, "Carrothead", el cual logró el puesto #29 en el Billboard Modern Rock Tracks de 1990.

## Lista de canciones
1. "This One's For The Ladies"
2. "Still There's Hope"
3. "Carrothead"
4. "Middle Man Of Time"
5. "Wishing Ring"
6. "New Old Song"
7. "The Family Gun"
8. "Rotation"
9. "Taco Wagon"
10. "Picture Book"
11. "Lost Track Of Time"
12. "Miss Lonelyhearts"
13. "Deep, Down And In Between"
14. "When I'm Lonely Again/One Day You Die"
15. "Don't You Wonder How It Ends?"